# Methylobacterium
Methylobacterium é um gênero de bactérias Gram-negativas Rhizobiales. São aeróbias, metilotróficas facultativas (PPFM – do inglês Pink-Pigmented Facultative Methylotrophs), caracterizadas por sua capacidade de metabolizar compostos de um carbono, como o metanol, liberado pelas folhas das plantas. Essas bactérias são comumente encontradas no solo, na água e, especialmente, associadas à filoesfera, a parte aérea das plantas.
Algumas espécies do gênero Methylobacterium apresentam colônias de coloração rosa a coral. São bactérias pleomórficas, não formadoras de esporos, geralmente com formato de bastonetes ou cocos, e podem exibir comportamento Gram-variável. Seu crescimento é mesofílico, limitado a temperaturas abaixo de 40 °C.

## Aspectos Ecológicos
Methylobacterium spp. atuam como endófitas ou epífitas em diversas plantas hospedeiras. Além de utilizar metanol, algumas espécies podem fixar nitrogênio, nodular leguminosas e produzir hormônios vegetais como citocininas, promovendo o crescimento vegetal e induzindo resistência sistêmica. Sua colonização e distribuição nas plantas podem ser influenciadas pelo genótipo da planta e por interações com outros microrganismos associados. Em algumas situações, podem crescer associadas a microrganismos causadores doenças em vegetais, como é o caso da espécie Methylobacterium mesophilicum, presente nos tecidos de laranjeiras contaminadas pela clorose variegada do citros.

## Aplicações
Devido às suas propriedades benéficas para as plantas, Methylobacterium spp. têm sido exploradas como biofertilizantes e bioestimulantes agrícolas. Além disso, algumas espécies são utilizadas na produção de proteínas recombinantes e em processos de biorremediação.